# Bryne Fotballklubb 2014
Questa voce raccoglie le informazioni riguardanti il Bryne Fotballklubb nelle competizioni ufficiali della stagione 2014.

## Stagione
Il Bryne ha chiuso la stagione al 9º posto in classifica, mentre l'avventura nel Norgesmesterskapet 2014 è terminata al secondo turno, con l'eliminazione per mano del Vard Haugesund. Anders Kristiansen e Jon-Helge Tveita sono stati i calciatori maggiormente utilizzati in stagione, con 32 presenze ciascuno (30 in campionato e 2 in coppa), mentre Aram Khalili è stato il miglior marcatore a quota 12 reti (10 in campionato e 2 in coppa).

## Rosa
| N. |                     | Ruolo | Calciatore                |
| -- | ------------------- | ----- | ------------------------- |
| 1  | Norvegia (bandiera) | P     | Anders Kristiansen        |
| 2  | Norvegia (bandiera) | D     | Marius Lode               |
| 3  | Ghana (bandiera)    | D     | Paul Addo                 |
| 4  | Norvegia (bandiera) | D     | Vegar Landro              |
| 6  | Libano (bandiera)   | C     | Adnan Haidar              |
| 7  | Norvegia (bandiera) | C     | Henrik Breimyr            |
| 8  | Norvegia (bandiera) | D     | Aleksander Midtsian       |
| 9  | Norvegia (bandiera) | D     | Tommy Eide Møster         |
| 10 | Norvegia (bandiera) | A     | Oddbjørn Skartun          |
| 11 | Egitto (bandiera)   | C     | Sabri Khattab             |
| 12 | Norvegia (bandiera) | P     | Thomas Romarheim Solberg  |
| 12 | Norvegia (bandiera) | P     | Fredrik Tveit Vinningland |
| 14 | Norvegia (bandiera) | A     | Jim Johansen              |

| N. |                     | Ruolo | Calciatore              |
| -- | ------------------- | ----- | ----------------------- |
| 14 | Norvegia (bandiera) | A     | Eirik Jakobsen          |
| 15 | Norvegia (bandiera) | A     | Jon-Helge Tveita        |
| 16 | Norvegia (bandiera) | C     | Truls Vagle             |
| 18 | Norvegia (bandiera) | A     | Pål Aamodt              |
| 19 | Norvegia (bandiera) | A     | Aram Khalili            |
| 20 | Norvegia (bandiera) | A     | Robert Undheim          |
| 21 | Norvegia (bandiera) | D     | Krister Wemberg         |
| 23 | Norvegia (bandiera) | D     | Viljar Vevatne          |
| 25 | Norvegia (bandiera) | C     | Andreas Breimyr         |
| 26 | Norvegia (bandiera) | D     | Vetle Johnsen Salte     |
| 27 | Norvegia (bandiera) | A     | Emil Selliken           |
| 32 | Norvegia (bandiera) | C     | Andreas Ulland Andersen |
| 90 | Norvegia (bandiera) | D     | Adnan Čaušević          |

## Calciomercato

### Sessione invernale(dal 01/01 al 31/03)
| Arrivi           | Arrivi           | Arrivi   | Arrivi        |
| R.               | Nome             | da       | Modalità      |
| ---------------- | ---------------- | -------- | ------------- |
| D                | Adnan Čaušević   | Tromsø   | definitivo    |
| D                | Viljar Vevatne   | Viking   | definitivo    |
| C                | Adnan Haidar     |          | svincolato    |
| C                | Jon-Helge Tveita | Viking   | definitivo    |
| A                | Robert Undheim   | Frøyland | definitivo    |
| Altre operazioni |                  |          |               |
| R.               | Nome             | da       | Modalità      |
| C                | Geir Høyland     | Ålgård   | fine prestito |

| Partenze         | Partenze          | Partenze | Partenze      |
| R.               | Nome              | a        | Modalità      |
| ---------------- | ----------------- | -------- | ------------- |
| D                | Rógvi Baldvinsson | Ålgård   | definitivo    |
| C                | Esben Ertzeid     |          | svincolato    |
| C                | Ørjan Hopen       | Sogndal  | fine prestito |
| C                | Geir Høyland      | Ålgård   | definitivo    |
| C                | Håvard Urstad     |          | ritiro        |
| Altre operazioni |                   |          |               |
| R.               | Nome              | da       | Modalità      |
| C                | Jon-Helge Tveita  | Viking   | fine prestito |

### Sessione estiva(dal 15/07 al 15/08)
| Arrivi | Arrivi       | Arrivi     | Arrivi   |
| R.     | Nome         | da         | Modalità |
| ------ | ------------ | ---------- | -------- |
| A      | Jim Johansen | Bodø/Glimt | prestito |

| Partenze | Partenze       | Partenze | Partenze   |
| R.       | Nome           | a        | Modalità   |
| -------- | -------------- | -------- | ---------- |
| A        | Eirik Jakobsen | Vidar    | definitivo |

## Risultati

### 1. divisjon

#### Girone di andata
| Arbitro: | Johansen (Brevik) |

|                                              |           |            |
| Haidar 16’ (aut.) Gundersen 28’ Kapidžić 77’ | Marcatori | 90’ Tveita |

| Arbitro: | Gjermshus |

|            |           |                                     |
| Tveita 56’ | Marcatori | 51’ Pellegrino 76’ Rønningen Sandbu |

| Arbitro: | Tennøy |

|             |           |             |
| Rønning 58’ | Marcatori | 16’ Khattab |

| Arbitro: | Steen |

|                         |           |  |
| Undheim 63’ Skartun 66’ | Marcatori |  |

| Bryne 1º maggio 2014, ore 18:00 5ª giornata                                                  | Bryne     | 1 – 3 referto                               | Sandefjord | Bryne Stadion (1.348 spett.) |
| \| \| \| \| \| H. Breimyr 73’ \| Marcatori \| 26’ Kirkevold 60’ Bindia 68’ Normann Hansen \| |           |                                             |            |                              |
|                                                                                              |           |                                             |            |                              |
| H. Breimyr 73’                                                                               | Marcatori | 26’ Kirkevold 60’ Bindia 68’ Normann Hansen |            |                              |

| Arbitro: | Eskås |

|  |           |                         |
|  | Marcatori | 41’ Khalili 86’ Skartun |

| Arbitro: | Tennøy |

|                   |           |                               |
| Jakobsen 26’, 31’ | Marcatori | 33’ (rig.) Aursnes 44’ Heltne |

| Arbitro: | Eskås |

|          |           |  |
| Mork 16’ | Marcatori |  |

| Arbitro: | Lundby (Bøverbru) |

|             |           |                             |
| Khalili 20’ | Marcatori | 39’, 83’ Rødsand 45’ Torske |

| Arbitro: | Johansen (Brevik) |

|                            |           |                   |
| Begby 71’ Olsen 89’ (rig.) | Marcatori | 90’ (aut.) Grorud |

| Hønefoss 29 maggio 2014, ore 18:00 11ª giornata                   | Hønefoss  | 1 – 2 referto    | Bryne | AKA Arena (1.311 spett.) |
| \| \| \| \| \| Sigurðsson 30’ \| Marcatori \| 56’, 65’ Khalili \| |           |                  |       |                          |
|                                                                   |           |                  |       |                          |
| Sigurðsson 30’                                                    | Marcatori | 56’, 65’ Khalili |       |                          |

| Arbitro: | Borgersen (Oslo) |

|           |           |                                                |
| Tveita 7’ | Marcatori | 4’ Agwuocha 44’ Schulze 51’ El Haj 84’ Mirčeta |

| Arbitro: | Hagenes |

|           |           |             |
| Ertsås 6’ | Marcatori | 90’ Skartun |

| Arbitro: | Moen |

|                                    |           |            |
| Vevatne 34’ Khalili 54’ Tveita 80’ | Marcatori | 52’ Furdal |

| Arbitro: | Steen |

|                      |           |                                             |
| J. Johansen 35’, 58’ | Marcatori | 24’ Khattab 50’ (aut.) Wangberg 88’ Khalili |

#### Girone di ritorno
| Arbitro: | Hagenes |

|             |           |                                  |
| Vevatne 34’ | Marcatori | 38’ Stene 85’ Johansen Westgaard |

| Arbitro: | Borgersen (Oslo) |

|                  |           |  |
| Kosi Nervold 86’ | Marcatori |  |

| Arbitro: | Steen |

|                                  |           |                    |
| Landro 1’ Skartun 50’ Tveita 88’ | Marcatori | 6’ Hæstad 59’ Hoås |

| Arbitro: | Helgerud (Lier) |

|                                                     |           |  |
| Kirkevold 76’, 82’ Dieng 83’ Sellin 90’ Røyrane 90’ | Marcatori |  |

| Arbitro: | Hauge |

|                               |           |                 |
| Skartun 39’ Landro 44’ (rig.) | Marcatori | 50’ Lehne Olsen |

| Arbitro: | Thorsø Hansen |

|  |           |                                            |
|  | Marcatori | 42’ (rig.) Landro 72’ Vevatne 77’ Midtsian |

| Arbitro: | Gjermshus |

|              |           |                 |
| Johansen 56’ | Marcatori | 6’ Eek 40’ Åsen |

| Arbitro: | Smehus Kringstad |

|                                   |           |  |
| Mendy 45’, 56’ (rig.) Hopmark 86’ | Marcatori |  |

| Bryne 14 settembre 2014, ore 18:00 24ª giornata                                                      | Bryne     | 6 – 1 referto | Alta | Bryne Stadion (1.173 spett.) |
| \| \| \| \| \| Tveita 7’ Skartun 31’ Khattab 39’ Khalili 49’, 71’, 79’ \| Marcatori \| 20’ Mbamba \| |           |               |      |                              |
| |           |               |      |                              |
| Tveita 7’ Skartun 31’ Khattab 39’ Khalili 49’, 71’, 79’                                              | Marcatori | 20’ Mbamba    |      |                              |

| Arbitro: | Saggi |

|            |           |  |
| Wemberg 3’ | Marcatori |  |

| Arbitro: | Eskås |

|                           |           |                              |
| Næss 12’ Lie Skålevik 28’ | Marcatori | 41’, 45’ Tveita 59’ Johansen |

| Arbitro: | Ahlsen |

|                          |           |              |
| Johansen 22’ Vevatne 57’ | Marcatori | 19’ Ondrášek |

| Arbitro: | Ahlsen |

|                                               |           |                   |
| V. Lysvoll 7’, 89’ Råde 15’ Kristoffersen 76’ | Marcatori | 64’ (rig.) Landro |

| Arbitro: | Eskås |

|  |           |                                       |
|  | Marcatori | 3’, 28’ Kapidžić 6’, 14’, 72’ Gauseth |

| Arbitro: | Gjermshus |

|  |           |                                     |
|  | Marcatori | 35’ Skartun 53’ Undheim 87’ Khalili |

### Norgesmesterskapet
| Klepp 24 aprile 2014, ore 18:00 Primo turno                                            | Klepp     | 1 – 4 referto                          | Bryne | Klepp Stadion (880 spett.) |
| \| \| \| \| \| Hatteland 12’ \| Marcatori \| 35’ Khalili 70’, 87’ Vagle 73’ Khalili \| |           |                                        |       |                            |
|                                                                                        |           |                                        |       |                            |
| Hatteland 12’                                                                          | Marcatori | 35’ Khalili 70’, 87’ Vagle 73’ Khalili |       |                            |

| Haugesund 7 maggio 2014, ore 18:00 Secondo turno | Vard Haugesund | 1 – 0 (d.t.s.) referto | Bryne | Haugesund Stadion |
| \| \| \| \| \| Powell 101’ \| Marcatori \| \|    |                |                        |       |                   |
|                                                  |                |                        |       |                   |
| Powell 101’                                      | Marcatori      |                        |       |                   |

## Statistiche

### Statistiche di squadra
| Competizione       | Punti | In casa | In casa | In casa | In casa | In casa | In casa | In trasferta | In trasferta | In trasferta | In trasferta | In trasferta | In trasferta | Totale | Totale | Totale | Totale | Totale | Totale | DR |
| Competizione       | Punti | G       | V       | N       | P       | Gf      | Gs      | G            | V            | N            | P            | Gf           | Gs           | G      | V      | N      | P      | Gf     | Gs     | DR |
| ------------------ | ----- | ------- | ------- | ------- | ------- | ------- | ------- | ------------ | ------------ | ------------ | ------------ | ------------ | ------------ | ------ | ------ | ------ | ------ | ------ | ------ | -- |
| 1. divisjon        | 42    | 15      | 7       | 1       | 7       | 27      | 29      | 15           | 6            | 2            | 7            | 21           | 26           | 30     | 13     | 3      | 14     | 48     | 55     | -7 |
| Norgesmesterskapet | -     | 0       | 0       | 0       | 0       | 0       | 0       | 2            | 1            | 0            | 1            | 4            | 2            | 2      | 1      | 0      | 1      | 4      | 2      | +2 |
| Totale             | -     | 15      | 7       | 1       | 7       | 27      | 29      | 17           | 7            | 2            | 8            | 25           | 28           | 32     | 14     | 3      | 15     | 52     | 57     | -5 |

### Andamento in campionato
| Giornata  | 1 | 2 | 3 | 4 | 5 | 6 | 7 | 8 | 9 | 10 | 11 | 12 | 13 | 14 | 15 | 16 | 17 | 18 | 19 | 20 | 21 | 22 | 23 | 24 | 25 | 26 | 27 | 28 | 29 | 30 |
| --------- | - | - | - | - | - | - | - | - | - | -- | -- | -- | -- | -- | -- | -- | -- | -- | -- | -- | -- | -- | -- | -- | -- | -- | -- | -- | -- | -- |
| Luogo     | T | C | T | C | C | T | C | T | C | T  | T  | C  | T  | C  | T  | C  | T  | C  | T  | C  | T  | C  | T  | C  | C  | T  | C  | T  | C  | T  |
| Risultato | P | V | P | N | N | N | V | V | P | P  | P  | V  | P  | V  | N  | V  | P  | N  | P  | V  | P  | P  | V  | V  | N  | N  | V  | P  | N  | V  |
| Posizione |   |   |   |   |   |   |   |   |   |    |    |    |    |    |    |    |    |    |    |    |    |    |    |    |    |    |    |    |    | 9  |

Fonte:  1. divisjon 2014, su altomfotball.no, Altomfotball.
Legenda:

Luogo: C = Casa; T = Trasferta. Risultato: V = Vittoria; N = Pareggio; P = Sconfitta.

### Statistiche dei giocatori
| Giocatore            | 1. divisjon | 1. divisjon | 1. divisjon | 1. divisjon | Norgesmesterskapet | Norgesmesterskapet | Norgesmesterskapet | Norgesmesterskapet | Coppe europee | Coppe europee | Coppe europee | Coppe europee | Altre coppe | Altre coppe | Altre coppe | Altre coppe | Totale   | Totale | Totale      | Totale     |
| Giocatore            | Presenze    | Reti        | Ammonizioni | Espulsioni  | Presenze           | Reti               | Ammonizioni        | Espulsioni         | Presenze      | Reti          | Ammonizioni   | Espulsioni    | Presenze    | Reti        | Ammonizioni | Espulsioni  | Presenze | Reti   | Ammonizioni | Espulsioni |
| -------------------- | ----------- | ----------- | ----------- | ----------- | ------------------ | ------------------ | ------------------ | ------------------ | ------------- | ------------- | ------------- | ------------- | ----------- | ----------- | ----------- | ----------- | -------- | ------ | ----------- | ---------- |
| P. Aamodt            | 0           | 0           | 0           | 0           | 0                  | 0                  | 0                  | 0                  |               |               |               |               |             |             |             |             | 0        | 0      | 0           | 0          |
| P. Addo              | 17          | 0           | 0           | 0           | 2                  | 0                  | 1                  | 0                  |               |               |               |               |             |             |             |             | 19       | 0      | 1           | 0          |
| A. Breimyr           | 2           | 0           | 0           | 0           | 1                  | 0                  | 0                  | 0                  |               |               |               |               |             |             |             |             | 3        | 0      | 0           | 0          |
| H. Breimyr           | 27          | 1           | 0           | 0           | 1                  | 0                  | 1                  | 0                  |               |               |               |               |             |             |             |             | 28       | 1      | 1           | 0          |
| A. Čaušević          | 16          | 0           | 2           | 1           | 1                  | 0                  | 0                  | 0                  |               |               |               |               |             |             |             |             | 17       | 0      | 2           | 1          |
| T. Eide Møster       | 21          | 0           | 4           | 0           | 1                  | 0                  | 0                  | 0                  |               |               |               |               |             |             |             |             | 22       | 0      | 4           | 0          |
| A. Haidar            | 19          | 0           | 1           | 0           | 1                  | 0                  | 0                  | 0                  |               |               |               |               |             |             |             |             | 20       | 0      | 1           | 0          |
| E. Jakobsen          | 11          | 2           | 0           | 0           | 2                  | 0                  | 0                  | 0                  |               |               |               |               |             |             |             |             | 13       | 2      | 0           | 0          |
| J. Johansen          | 8           | 3           | 2           | 0           | -                  | -                  | -                  | -                  |               |               |               |               |             |             |             |             | 8        | 3      | 2           | 0          |
| V. Johnsen Salte     | 0           | 0           | 0           | 0           | 0                  | 0                  | 0                  | 0                  |               |               |               |               |             |             |             |             | 0        | 0      | 0           | 0          |
| A. Khalili           | 27          | 10          | 5           | 0           | 1                  | 2                  | 0                  | 0                  |               |               |               |               |             |             |             |             | 28       | 12     | 5           | 0          |
| S. Khattab           | 28          | 3           | 2           | 0           | 2                  | 0                  | 0                  | 1                  |               |               |               |               |             |             |             |             | 30       | 3      | 2           | 1          |
| A. Kristiansen       | 30          | -55         | 2           | 0           | 2                  | -2                 | 0                  | 0                  |               |               |               |               |             |             |             |             | 32       | -57    | 2           | 0          |
| V. Landro            | 29          | 4           | 4           | 0           | 1                  | 0                  | 0                  | 0                  |               |               |               |               |             |             |             |             | 30       | 4      | 4           | 0          |
| M. Lode              | 23          | 0           | 4           | 1           | 2                  | 0                  | 0                  | 0                  |               |               |               |               |             |             |             |             | 25       | 0      | 4           | 1          |
| A. Midtsian          | 19          | 1           | 0           | 0           | 1                  | 0                  | 0                  | 0                  |               |               |               |               |             |             |             |             | 20       | 1      | 0           | 0          |
| T. Romarheim Solberg | 0           | -0          | 0           | 0           | 0                  | -0                 | 0                  | 0                  |               |               |               |               |             |             |             |             | 0        | 0      | 0           | 0          |
| E. Selliken          | 0           | 0           | 0           | 0           | 0                  | 0                  | 0                  | 0                  |               |               |               |               |             |             |             |             | 0        | 0      | 0           | 0          |
| O. Skartun           | 27          | 7           | 0           | 0           | 1                  | 0                  | 0                  | 0                  |               |               |               |               |             |             |             |             | 28       | 7      | 0           | 0          |
| F. Tveit Vinningland | 0           | -0          | 0           | 0           | 0                  | -0                 | 0                  | 0                  |               |               |               |               |             |             |             |             | 0        | 0      | 0           | 0          |
| J. Tveita            | 30          | 8           | 0           | 0           | 2                  | 0                  | 0                  | 0                  |               |               |               |               |             |             |             |             | 32       | 8      | 0           | 0          |
| A. Ulland Andersen   | 15          | 0           | 1           | 0           | 2                  | 0                  | 0                  | 0                  |               |               |               |               |             |             |             |             | 17       | 0      | 1           | 0          |
| R. Undheim           | 16          | 2           | 0           | 0           | 1                  | 0                  | 0                  | 0                  |               |               |               |               |             |             |             |             | 17       | 2      | 0           | 0          |
| T. Vagle             | 8           | 0           | 1           | 0           | 1                  | 2                  | 0                  | 0                  |               |               |               |               |             |             |             |             | 9        | 2      | 1           | 0          |
| V. Vevatne           | 22          | 4           | 0           | 0           | 2                  | 0                  | 1                  | 0                  |               |               |               |               |             |             |             |             | 24       | 4      | 1           | 0          |
| K. Wemberg           | 13          | 1           | 3           | 0           | 1                  | 0                  | 0                  | 0                  |               |               |               |               |             |             |             |             | 14       | 1      | 3           | 0          |